# Горица Поповић
Горица Поповић (Крагујевац, 13. август 1952) српска је глумица и певачица групе Сунцокрет.

## Биографија
Рођена је у Крагујевцу 13. августа 1952. године. Њен деда-ујак је био предратни глумац Александар Цветковић. Завршила је студије глуме на Факултету драмских уметности у Београду, у класи проф. Предрага Бајчетића, заједно са Тањом Бошковић, Радмилом Живковић, Љиљаном Драгутиновић, Јелицом Сретеновић, Златом Нуманагић, Миланом Штрљићем и Бранком Јеринићем. На истом факултету је од 1976. асистент на предметима Дикција и Глума.
Прву представу је одиграла 19. јануара 1973. године.
Од 1982. године Горица Поповић је стална чланица ансамбла београдског Атељеа 212. На филму је дебитовала улогом новинарке у Мирису пољског цвећа (1977) београдског редитеља Срђана Карановића. Већ за прву већу улогу, девојке која сумња у љубав свог младића, у Националној класи (1979) Горана Марковића, награђена је на националном фестивалу у Пули Златном ареном. Остварила је запажене улоге у филмовима, као што су: Доротеј, Пад Италије, У раљама живота, Хало такси, Бој на Косову, Сељаци и Козје уши.
Телевизијска публика је памти као секретарицу Дару у популарној ТВ-серији Бољи живот, али и по серијама: Карађорђева смрт, Сиви дом, Сељаци, Љубав навика паника, Сва та равница, Јагодићи и Погрешан човек.
Упоредо са глумачком каријером, Горица Поповић се бавила и певањем. Била је члан вокално-инструменталног састава Сунцокрет. Такође, режирала је представе: Једва стече зета, Ау, поплава, Извол’те сличицу, Госпођа Милихброт, Звездарске звездице... Осмислила и режирала музичку представу Брод плови за Београд, која се у Атељеу 212 већ 20 година традиционално одржава око Нове године.
Написала је сценарио за ТВ серију Пелине ђаконије. Радила је костиме и сонгове за више представа.

## Награде и признања
- Награда Велика Жанка, за изузетан допринос српској филмској, телевизијској и позоришној уметности, 2019. године
- Награда Павле Вуисић, за изузетан допринос уметности глуме на домаћем филму, 2019. године
- Нушићева награда за животно дело глумцу комичару, 2013. године
- Прстен са ликом Јоакима Вујића изузетан допринос развоју Књажевско-српског театра и афирмацији његовог угледа у земљи и иностранству, 2012. године[6]
- Златна арена у Пули, за најбољу женску улогу у филму Национална класа, 1979. године
- Награда Царица Теодора, за најбоље главне женске улоге у филмовима Доротеј и Пад Италије на Филмским сусретима у Нишу 1981. године
- Награда Царица Теодора, за најбољу главну женску улогу у филму У раљама живота на Филмским сусретима у Нишу 1984. године[5]
- Статуета „Јоаким Вујић", 2025.[7]

## Филмографија
| Год.       | Назив                                              | Улога                             |
| ---------- | -------------------------------------------------- | --------------------------------- |
| 1960-е     |                                                    |                                   |
| 1969.      | Крвава бајка                                       | Млада                             |
| 1970-е     |                                                    |                                   |
| 1975.      | У Орфеуму код Бране (ТВ)                           |                                   |
| 1975.      | Велебитске саонице или три швалера и једна девојка |                                   |
| 1977.      | Мирис пољског цвећа                                | Репортерка                        |
| 1978.      | Мисао                                              | Медицинска сестра Маша            |
| 1979.      | Ујед (ТВ)                                          | Јована                            |
| 1979.      | Национална класа                                   | Шиља                              |
| 1980-е     |                                                    |                                   |
| 1980.      | Швабица                                            | Сестра Мишина                     |
| 1980.      | Пркосна делта                                      | Ивана                             |
| 1981.      | Вреле капи (ТВ)                                    | Милица Стојадиновић-Српкиња       |
| 1981.      | Траг                                               |                                   |
| 1981.      | Стари Београд                                      |                                   |
| 1981.      | Нека друга жена                                    | Гвозденова жена                   |
| 1981.      | Била једном љубав једна                            |                                   |
| 1981.      | Доротеј                                            | Јелена                            |
| 1981.      | Пад Италије                                        | Божица                            |
| 1981.      | Тражим помиловање                                  |                                   |
| 1982.      | Стеница (ТВ)                                       |                                   |
| 1982.      | Директан пренос                                    | Једвига                           |
| 1983.      | Нешто између                                       | Дуња                              |
| 1983.      | Јесен Ђуке Дражетића                               |                                   |
| 1983.      | Хало такси                                         | Ана                               |
| 1983.      | Карађорђева смрт (ТВ)                              | Кнегиња Љубица                    |
| 1984.      | Нешто између (ТВ серија)                           | Дуња                              |
| 1984.      | Штефица Цвек у раљама живота (серија)              |                                   |
| 1984.      | Улични певачи (серија)                             |                                   |
| 1984.      | У раљама живота                                    | Дуња                              |
| 1984.      | Крај рата                                          | Милка                             |
| 1985.      | Лица и судбине                                     |                                   |
| 1985.      | Брисани простор (ТВ серија)                        | Тодорова жена                     |
| 1985.      | Шест дана јуна                                     |                                   |
| 1986.      | Знамените жене српске прошлости                    | Милица Стојадиновић Српкиња       |
| 1986.      | Смешне и друге приче ТВ серија                     | Надица Цревар                     |
| 1986.      | Приче са краја ходника                             | Трудница старија                  |
| 1986.      | Сиви дом (серија)                                  | Љиља                              |
| 1988.      | Тамна страна Сунца                                 | Служавка Нина                     |
| 1987−1988. | Вук Караџић (серија)                               | Љубица Обреновић                  |
| 1987−1988. | Бољи живот (серија)                                | Дара Завишић                      |
| 1989.      | Бој на Косову                                      | Кнегиња Милица                    |
| 1989.      | Свет (ТВ)                                          | Стана - Томина жена               |
| 1990-е     |                                                    |                                   |
| 1990.      | Под жрвњем                                         | Јока                              |
| 1990.      | Заборављени (серија)                               | Деска                             |
| 1990.      | Почетни ударац                                     | Руска                             |
| 1990.      | Ожалошћена породица (ТВ)                           | Гина - Прокина жена               |
| 1990.      | Секс - партијски непријатељ бр. 1                  | Снаша                             |
| 1991.      | Глава шећера (ТВ)                                  | Раданова жена                     |
| 1991.      | Вера Хофманова                                     | Вера, патронажна сестра           |
| 1990−1991. | Бољи живот 2 (серија)                              | Дара Завишић-Биберовић            |
| 1992.      | Дезертер                                           |                                   |
| 1993.      | Мрав пешадинац                                     |                                   |
| 1994.      | Голи живот                                         | Зорка                             |
| 1994.      | Слатко од снова                                    | Келнерица                         |
| 1995.      | Не веруј жени која пуши гитанес без филтера        |                                   |
| 1996−1997. | Горе доле (серија)                                 | Мацина пријатељица Вукица         |
| 1998.      | Кнегиња из Фоли Бержера (ТВ)                       | Ирма                              |
| 1998.      | Три палме за две битанге и рибицу                  | Тетка                             |
| 1998.      | Ране                                               | Невенка                           |
| 2000-е     |                                                    |                                   |
| 2001.      | Буди фин (серија)                                  |                                   |
| 2001.      | Сељаци                                             | Разуменка                         |
| 2001.      | Све је за људе                                     | Разуменка                         |
| 2001.      | Метла без дршке 5 (серија)                         |                                   |
| 2002.      | Силвија (ТВ)                                       | Кате                              |
| 2003.      | Најбоље године (серија)                            | Лепа                              |
| 2003.      | Живот је марш                                      |                                   |
| 2003.      | Сироти мали хрчки 2010                             | Дебела из лиге за грађанска права |
| 2003.      | Наша мала редакција (серија)                       | Анђелија                          |
| 2003.      | М(ј)ешовити брак (серија)                          | Комшиница                         |
| 2003.      | Волим те највише на свету                          | Добрила                           |
| 2003.      | Професионалац                                      | Новинарка                         |
| 2003.      | Свјетско чудовиште                                 |                                   |
| 2003.      | Сјај у очима                                       | Мајка                             |
| 2003.      | Црни Груја (серија)                                | Бисерка                           |
| 2003.      | Казнени простор 2 (серија)                         | Анина Тетка                       |
| 2004.      |                                                    |                                   |
| 2004.      | Смешне и друге приче                               | Радованова ташта                  |
| 2004.      | Лифт (серија)                                      | Адвокатова жена                   |
| 2005.      | Праоница (ТВ серија) (серија)                      | Госпођа Ковач                     |
| 2005.      | Пелине ђаконије (серија)                           | Пела                              |
| 2006.      | Апориа                                             | Шминкерка                         |
| 2005−2006. | Љубав, навика, паника (серија)                     | Г-ђа Алимпијевић                  |
| 2006−2007. | Агенција за СИС (серија)                           | Деса                              |
| 2006−2007. | Сељаци (серија)                                    | Разуменка                         |
| 2007.      | Премијер (серија)                                  |                                   |
| 2007.      | Кафаница близу СИС-а (серија)                      | Деса                              |
| 2009.      | Сва та равница (серија)                            | Марија                            |
| 2010-е     |                                                    |                                   |
| 2010.      | Приђи ближе (серија)                               | Радмила                           |
| 2012.      | Пепељуга                                           | Маћеха (глас)                     |
| 2012.      | Храбра Мерида                                      | Вештица (глас)                    |
| 2012.      | Јагодићи (ТВ серија)                               | Марија                            |
| 2013.      | Звездара (ТВ серија)                               | Ели                               |
| 2014.      | Јагодићи: Опроштајни валцер                        | Маришнени                         |
| 2015.      | Писмо за Деда Мраза                                | бака Соја                         |
| 2015.      | Уочи Божића                                        | Илинка                            |
| 2017.      | Драж                                               | комшиница                         |
| 2017.      | Врати се Зоне                                      | Перса                             |
| 2017.      | Козје уши                                          | Стојанка                          |
| 2017.      | Сенке над Балканом                                 | Цвета                             |
| 2018.      | Пет                                                | Споменка                          |
| 2018.      | Погрешан човек                                     | Невенка                           |
| 2019.      | Реална прича                                       | социјална радница                 |
| 2019.      | Синђелићи                                          | Сања                              |
| 2019−2020. | Швиндлери                                          | Цветана                           |
| 2020-е     |                                                    |                                   |
| 2020.      | Мама и тата се играју рата                         | социјална радница                 |
| 2020–2022. | Клан                                               | Босиљка                           |
| 2020.      | Викенд са ћалетом                                  | Игуманија                         |
| 2021.      | Каљаве гуме                                        | Весна                             |
| 2021.      | Тезгароши                                          |                                   |
| 2021.      | Дођи јуче                                          | др Елизабета                      |
| 2022.      | Зборница                                           | Ружа                              |
| 2022.      | Попадија                                           | Живана                            |
| 2023.      | Циклус                                             |                                   |
| 2024.      | Радио Милева                                       | Босиљка                           |

## Фестивали
Београдско пролеће:
- Пусто море, пусти вали (као чланица групе Сунцокрет), '76
- Памтићу све (Вече поетско - музичког рецитала посвећеног Десанки Максимовић), '89

Београдски сабор:
- Текла вода (Вече поп - фолк група, као чланица групе Сунцокрет), '76

Хит парада, Београд:
- Ој, невене (као чланица групе Сунцокрет), '76

Омладина, Суботица:
- Где ћеш бити лепа Кејо (као чланица групе Сунцокрет), четврто место, '76
- Реч Титова (као чланица групе Сунцокрет), '77
- Први снег (са Снежаном Јандрлић, Биљаном Крстић, Миодрагом Батом Сокићем и Ненадом Божићем, поводом 50-о годишњице суботичког фестивала младих), 2011

Бум поп фестивал, Нови Сад:
- Први снег (као чланица групе Сунцокрет), '77